# A Shot at Glory
A Shot at Glory è un album del 2002 di Mark Knopfler. È anche la colonna sonora del film Sfida per la vittoria diretto nel 2001 dal regista Michael Corrente.

## Tracce
1. Sons of Scotland – 2:19
2. Hard Cases – 3:28
3. He's the Man – 4:41
4. Training – 3:27
5. The New Laird – 3:23
6. Say too much – 2:41
7. Four in a Row – 4:43
8. All that I have in the World – 3:21
9. Sons of Scotland - Quiet Theme – 3:03
10. It's over – 4:15
11. Wild Mountain Thyme – 3:38